# Gustav Hilmar
Gustav Hilmar (ur. 30 stycznia 1891 w Podlázky, zm. 19 marca 1967 w Pradze) – czeski aktor. W latach 1927–1964 wystąpił  46 filmach.

## Wybrana filmografia

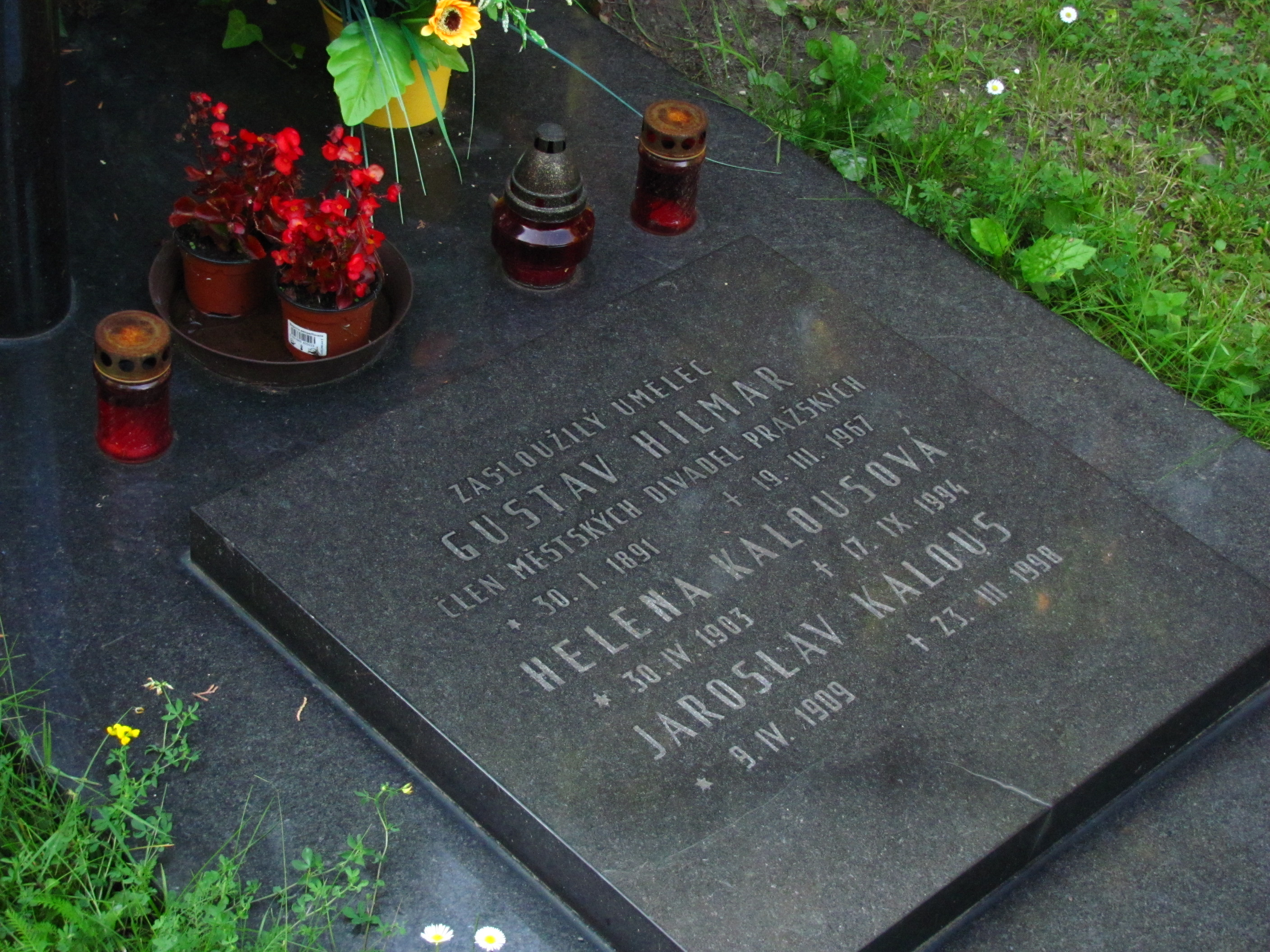
Grób na cmentarzu Vinohrady w Pradze

- 1933: Adiutant Jego Wysokości jako nadworny dostawca mundurów
- 1938: Bracia Hordubalowie jako Gelnaj
- 1938: Cech panien kutnohorskich jako krawiec Mládek
- 1939: Droga do głębi duszy studenckiej jako Vaněk
- 1939: Szaleństwa Ewy jako Tomáš Záhorský
- 1942: Miasteczko na dłoni jako Jan Trantinec
- 1949: Szalona Barbara jako sędzia
- 1953: Czarne korytarze jako Delikatny
- 1953: Tajemnica krwi jako prof. Kyselka
- 1954: Sobór w Konstancji jako Jan z Chlumu
- 1954: Najlepszy człowiek jako Šerpán
- 1955: Jan Žižka jako Jan z Chlumu
- 1957: Przeciw wszystkim jako Ctibor z Hvozdna